# Interstate 185 (Géorgie)
Pour les articles homonymes, voir Interstate 185.
L'Interstate 185 (I-185) est une autoroute auxiliaire de 49,3 miles (79,3 km) du centre-ouest de la Géorgie. Elle est une connexion entre Columbus et l'I-85, laquelle continue vers la région métropolitaine d'Atlanta.

## Description du tracé
L'I-185 débute au nord de Fort Benning dans la partie sud-ouest de Columbus. Elle constitue le prolongement de la Lindsey Creek Parkway qui entre sur la base militaire. L'autoroute se dirige vers le nord-est et rencontre la US 27 / US 280 / SR 1 / SR 520. L'autoroute croise des rues locales et croise la US 80 au nord de Columbus. L'autoroute continue vers le nord et quitte les limites de Columbus.
Dans le comté de Harris, l'I-185 traverse une région davantage rurale et boisée. Elle rencontre plusieurs routes secondaires sur son trajet en direction de LaGrange. L'autoroute croise la US 27 alors qu'elle approche de l'I-85. Elle croise finalement une route locale avant d'atteindre son terminus à l'est de LaGrange alors qu'elle rencontre l'I-85.

## Liste des sorties
| Interstate 185 |                |       |       |        | |                                                        |
| Comté          | Municipalité   | mi    | km    | Sortie | Intersections / Destinations                                                                                                   | Notes                                                  |
| Muscogee       | Columbus       | 0,00  | 0,00  |        | Lindsay Creek Parkway sud – Fort Benning                                                                                       |                                                        |
| Muscogee       | Columbus       | 0,00  | 0,00  | 1      | US 27 / US 280 / SR 1 (en) / SR 520 (en) (Victory Drive) – Columbus, Cusseta, Albany                                           | Indiqué sortie 1A (sud / est) et 1B (nord / ouest)     |
| Muscogee       | Columbus       | 2,88  | 4,63  | 3      | St. Marys Road |                                                        |
| Muscogee       | Columbus       | 4,00  | 6,44  | 4      | Buena Vista Road |                                                        |
| Muscogee       | Columbus       | 5,58  | 8,98  | 6      | SR 22 Spur (en) (Macon Road)                                                                                                   |                                                        |
| Muscogee       | Columbus       | 7,33  | 11,80 | 7      | US 27 Alt. / SR 85 (en) (Manchester Expressway) – Columbus, Manchester                                                         | Indiqué sortie 7A (nord) et 7B (sud) en direction nord |
| Muscogee       | Columbus       | 8,27  | 13,31 | 8      | Airport Thruway – Aéroport de Columbus                                                                                         |                                                        |
| Muscogee       | Columbus       | 10,16 | 16,35 | 10     | US 27 / SR 22 (en) (J.R. Allen Parkway) / SR 540 (en) (Fall Line Freeway) vers US 27 / SR 1 (en) – Macon, Augusta, Phenix City |                                                        |
| Muscogee       | Columbus       | 11,67 | 18,78 | 12     | Williams Road – Centre d'accueil des visiteurs                                                                                 |                                                        |
| Muscogee       | Columbus       | 14,30 | 23,01 | 14     | Smith Road |                                                        |
| Harris         | Mulberry Grove | 18,89 | 30,40 | 19     | SR 315 (en) – Mulberry Grove                                                                                                   |                                                        |
| Harris         |                | 25,47 | 40,99 | 25     | SR 116 (en) – Hamilton |                                                        |
| Harris         | Whitesville    | 30,10 | 48,44 | 30     | Hopewell Church Road – Whitesville                                                                                             |                                                        |
| Harris         |                | 34,17 | 54,99 | 34     | SR 18 (en) – Pine Mountain, West Point                                                                                         |                                                        |
| Troup          |                | 42,07 | 67,71 | 42     | US 27 (Martha Berry Highway) – LaGrange, Pine Mountain                                                                         |                                                        |
| Troup          |                | 45,67 | 73,50 | 46     | Big Springs Road |                                                        |
| Troup          |                | 48,37 | 77,84 |        | I-85 – Atlanta, Montgomery, LaGrange                                                                                           | Sortie 21 de l'I-85                                    |
|                |                |       |       |        | |                                                        |